# Lagenoderus dentipennis
Lagenoderus dentipennis es una especie de coleóptero de la familia Attelabidae.

## Distribución geográfica
Habita en Madagascar.